# Leucopis ocellaris
Leucopis ocellaris är en tvåvingeart som beskrevs av Malloch 1940. Leucopis ocellaris ingår i släktet Leucopis och familjen markflugor. Inga underarter finns listade i Catalogue of Life.